# AGTR1
AGTR1 (англ. Angiotensin II receptor type 1) – білок, який кодується однойменним геном, розташованим у людей на короткому плечі 3-ї хромосоми.  Довжина поліпептидного ланцюга білка становить 359 амінокислот, а молекулярна маса — 41 061.
| 10         |  | 20         |  | 30         |  | 40         |  | 50         |
| ---------- |  | ---------- |  | ---------- |  | ---------- |  | ---------- |
| MILNSSTEDG |  | IKRIQDDCPK |  | AGRHNYIFVM |  | IPTLYSIIFV |  | VGIFGNSLVV |
| IVIYFYMKLK |  | TVASVFLLNL |  | ALADLCFLLT |  | LPLWAVYTAM |  | EYRWPFGNYL |
| CKIASASVSF |  | NLYASVFLLT |  | CLSIDRYLAI |  | VHPMKSRLRR |  | TMLVAKVTCI |
| IIWLLAGLAS |  | LPAIIHRNVF |  | FIENTNITVC |  | AFHYESQNST |  | LPIGLGLTKN |
| ILGFLFPFLI |  | ILTSYTLIWK |  | ALKKAYEIQK |  | NKPRNDDIFK |  | IIMAIVLFFF |
| FSWIPHQIFT |  | FLDVLIQLGI |  | IRDCRIADIV |  | DTAMPITICI |  | AYFNNCLNPL |
| FYGFLGKKFK |  | RYFLQLLKYI |  | PPKAKSHSNL |  | STKMSTLSYR |  | PSDNVSSSTK |
| KPAPCFEVE  |  |            |  |            |  |            |  |            |

A: Аланін

C: Цистеїн

D: Аспарагінова кислота

E: Глутамінова кислота

F: Фенілаланін

G: Гліцин

H: Гістидин

I: Ізолейцин

K: Лізин

L: Лейцин

M: Метіонін

N: Аспарагін

P: Пролін

Q: Глутамін

R: Аргінін

S: Серин

T: Треонін

V: Валін

W: Триптофан

Кодований геном білок за функціями належить до рецепторів, g-білокспряжених рецепторів, білків внутрішньоклітинного сигналінгу, фосфопротеїнів. 
Задіяний у такому біологічному процесі як поліморфізм. 
Локалізований у клітинній мембрані, мембрані.